# Abbász al-Múszavi
Abbász al-Múszavi (arabul عباس الموسوي – ʿAbbās al-Mūsawī; an-Nabi Sajh, 1952 – 1992. február 16.) libanoni arab vallástudós, a Hezbollah második vezetője 1991 májusától haláláig; Szubhi at-Tufajli utódja, és Haszan Naszr Alláh elődje.

## Élete
Múszavi egy an-Nabi Sajh nevezetű libanoni városban született 1952-ben. Az iraki Nedzsef városában végzett katonai akadémiát, és onnan figyelte az iráni forradalmat és Ruhollah Khomeini ajatollah működését. 1978-ban visszatért Libanonba és a Hezbollah-ban szolgált. 1983-1985 között a Hezbollah egy különleges szárnyához került. 1991 májusában a Hezbollah megválasztotta új vezetőjévé. 

### Halála
1992. február 16-án izraeli helikopterek rakétákat lőttek dél-libanoni házára, megölve Múszavit, a feleségét, a fiát és még négy másik ott tartózkodó személyt.

## Utóda
Halála után a Hezbollah új vezetőjévé Haszan Naszr Alláhot választották, akit végül 2024-ben ölt meg az izraeli légierő.